# Joutsa
Joutsa es un municipio de Finlandia ubicado en la región de Finlandia Central.
En 2022, el municipio tenía una población de 4174 habitantes.
La capital municipal (único pueblo importante, donde vive más de la mitad de la población del municipio) se ubica unos 50 km al sur de Jyväskylä, sobre la carretera E75 que lleva a Lahti. Joutsa pertenece a la comarca histórica de Itä-Häme (Tavastia Oriental). Los tres principales lagos que hay en el término municipal, todos compartidos con municipios vecinos, son los lagos Puula, Suontee y Jääsjärvi.
El municipio es conocido por haber sido la sede de la Olimpiada Internacional de Matemática en 1985.

## Historia
El área del actual pueblo estuvo casi despoblada hasta mediados del siglo XIX, cuando el lago Suontee descendió casi dos metros, dejando a su alrededor numerosas tierras aptas para el cultivo. El pueblo se desarrolló en torno a una iglesia construida en 1813, que fue declarada parroquia en 1860. Entre 1968 y 2011, funcionó en el municipio un importante centro hotelero llamado Joutsenlammi junto a la playa de Angesselä. En 2008 creció el término municipal al incorporar a su territorio el hasta entonces municipio vecino de Leivonmäki.